# Noj Giter-Granatsztajn
Noj Giter-Granatsztajn, ps. Noj Sznajder oraz Noj Lodzer (ur. 1886 w Bełchatowie, zm. 4 czerwca 1938 w Moskwie) – polski działacz anarchistyczny oraz socjalistyczny pochodzenia żydowskiego, autor wspomnień opisujących m.in. wypadki rewolucji 1905 roku.

## Życiorys

### Początki działalności
Noj Giter-Granatsztajn urodził się 1886 w Bełchatowie jako syn biednego krawca. Jego ojciec najprawdopodobniej zmarł, kiedy Noj był jeszcze małym chłopcem. Już w wieku 14 lat pracował w warsztacie krawieckim, gdzie mordercze warunki pracy doprowadziły go do samobójczych myśli. W 1901 postanowił wyjechać ze swoją siostrą do Łodzi. Tam poznał działaczy ruchu robotniczego, za pośrednictwem których związał się z Bundem, w którym otrzymał pseudonim Noj Sznajder (Noj Krawiec). Dość szybko okazał się aktywnym działaczem, przez co już z początkiem 1903 został wysłany do Warszawy w celu pomocy przy organizacji strajków. W stolicy Królestwa Polskiego działał pod pseudonimem Noj Lodzer (Noj Łodziak), ale już w roku przyjazdu został aresztowany i pomimo niepełnoletności, osadzony na 9 miesięcy w X Pawilonie Cytadeli Warszawskiej. Niedługo po wyjściu z więzienia został ponownie aresztowany i osadzony, tym razem na 2 miesiące. Następnie przesiedlony na wieś do guberni radomskiej, co miało stanowić karę za działalność polityczną. Zdołał jednak wrócić do Łodzi i rozpoczął działalność w podziemiu socjalistycznym. Brał udział w ulicznych walkach podczas powstania łódzkiego, ale po jego stłumieniu przez władze carskie uciekł do Częstochowy, a stamtąd do Paryża. 

### Okres anarchizmu
W Paryżu Noj skontaktował się ze swoimi znajomymi, Maksem Granatsztajnem i Jakubem Markiewiczem. Pomogli mu w znalezieniu miejsca do zamieszkania oraz pokazali miasto. Noj spędził w Paryżu 6 miesięcy, podczas których zetknął się szerzej z ideologią anarchistyczną, z którą związał swoje późniejsze losy. Po powrocie do Królestwa włączył się w organizację Łódzkiej Grupy Anarchistów-Komunistów „Internacjonał”. Nie udało mu się jednak długo działać w grupie, ponieważ 12 lutego 1906 został aresztowany wraz z pięcioma innymi towarzyszami. Osadzeni zostali w więzieniu przy ul. Długiej (aktualnie Muzeum Tradycji Niepodległościowych w Łodzi), którego dyrektorem był Aleksander Modzelewski, znany z wyjątkowego okrucieństwa. Jedną z metod stosowanych przez Modzelewskiego było wsadzanie do jednej celi skazańców politycznych oraz kryminalnych, pomiędzy którymi dochodziło najczęściej do aktów przemocy. 

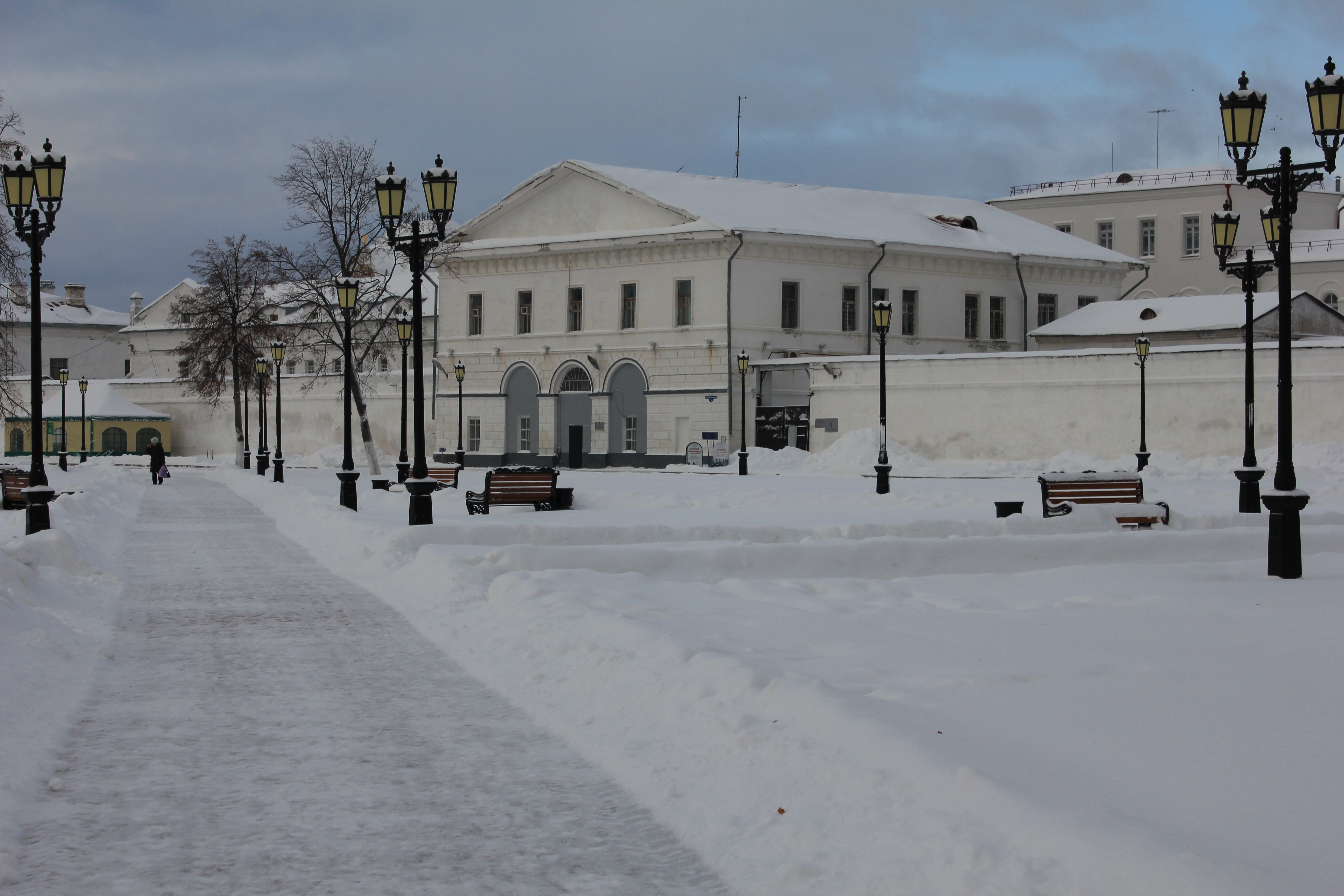
Budynek byłego więzienia w Tobolsku

### Zesłanie
22 listopada 1906 sąd wojenny warszawskiego okręgu skazał Noja Giter-Granatsztajna na 10 lat katorgi „za przynależność do łódzkiej grupy anarcho-komunistów”. Został osadzony w więzieniu w Tobolsku, z którego próbował bezskutecznie uciec. W 1910 przeniesiono go do więzienia katorżniczego w Akatuju, a następnie do Ałgaczy, gdzie doczekał już końca swojego wyroku. W 1915 zesłano go do Czyty, gdzie pracował jako krawiec. W pierwszych latach po rewolucji październikowej był aktywnym działaczem ruchu anarchistycznego, wiadomo, że brał także udział w wojnie domowej.

### Wspomnienia oraz śmierć
W późniejszym okresie mieszkał w Moskwie, gdzie był jednym z pierwszych członków (o numerze 47) Stowarzyszenia Byłych Katorżników Politycznych i Zesłańców. Na łamach wydawanego przez stowarzyszenie czasopisma Каторга и ссылка (Katorga i zesłanie) opublikował w trzech częściach swoje wspomnienia związane z okresem działalności w ruchu socjalistycznym oraz anarchistycznym na ziemiach polskich oraz późniejszym zesłaniu. Pierwsza część wspomnień ukazała się w numerze 5. z 1926 pt. Первое массовое движение на западе России в 1900 годы (Pierwszy ruch masowy na zachodzie Rosji w pierwszej dekadzie XX w.), a dwie kolejne pt. воспоминания о каторге (Wspomnienia o katordze) opublikowano w nr 5. i 6 z 1930. 
W tamtym czasie Stowarzyszenie było coraz bardziej poddawane czystkom politycznym ze strony władz bolszewickich. Wiele osób związanych w przeszłości z ruchem anarchistycznym zostało wyrzuconych lub pod przymusem sami odeszli. Granatsztajn nie odszedł jednak i nie został wyrzucony, ale w 1935 Stowarzyszenie zostało zlikwidowane. Jedynym późniejszym znanym faktem z życia Granatsztajna jest jego śmierć. W ramach wielkiej czystki został aresztowany 8 marca 1938 przez NKWD i rozstrzelany 4 czerwca tego samego roku na poligonie Butowo. Wraz z nim rozstrzelano anarchistów Lwa Grigorjewicza Siemanowicza, Michaiła Łazarewicza Soskina, a także eserowca Jakowa Maksimowicza Żurawliowa.

## Publikacje
Artykuły (w Polsce wydane w formie książki pt. Barykady i katorga. Wspomnienia anarchisty):
- Первое массовое движение на западе России в 1900 годы (1925)[3]
- воспоминания о каторге (1930)[4]